# Viktor Matejka

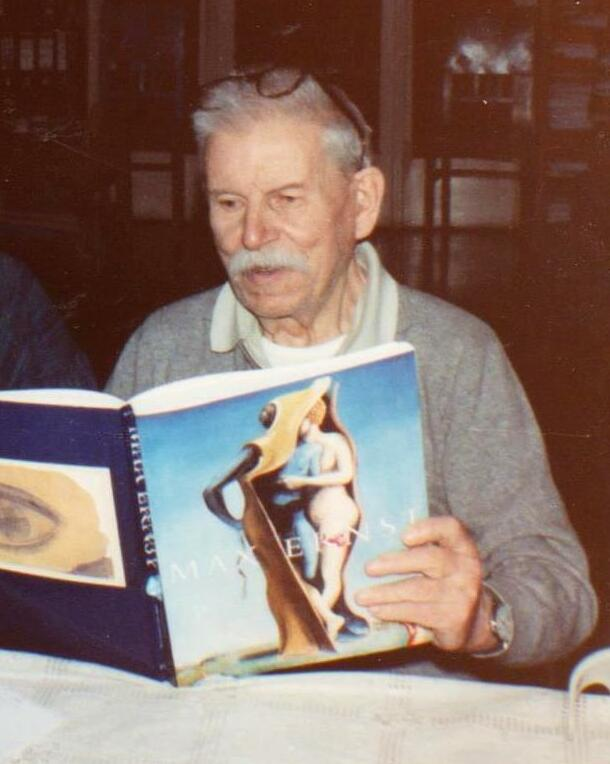
Viktor Matejka (1991)

Viktor Matejka (* 4. Dezember 1901 in Korneuburg; † 2. April 1993 in Wien) war österreichischer Kulturpolitiker (KPÖ) und Schriftsteller.

## Leben
Matejka kam aus kleinbürgerlich-katholischem Milieu. Er war Sohn eines Heurigensängers, der später Gerichtsdiener wurde, und eines früheren Dienstmädchens und wuchs in Stockerau, Niederösterreich, auf.

### Volksbildner
Matejka studierte ab 1919 an der Universität Wien, zuerst Chemie, dann als Schüler Ludo Hartmanns Geschichte und Geografie. 1925 wurde er zum Doktor der Philosophie (Dr. phil.) promoviert. Ab 1926 betätigte er sich als Vortragender zu wirtschaftspolitischen Themen und Kursleiter an den Volkshochschulen Wiens und war damit ein Pionier der Politischen Bildung.
Als Linkskatholik wurde er 1934 vom autoritären ständestaatlichen Regime zum geschäftsführenden Obmann der Volkshochschule Volksheim Ottakring bestellt, versuchte aber in dieser Position, eine gewisse Liberalität gegenüber den bisherigen, oft sozialdemokratischen Vortragenden walten zu lassen. Matejka wurde deshalb 1936 von Bürgermeister Richard Schmitz wegen staatsfeindlicher Ausrichtung abgesetzt. Von 1936 bis 1938 wirkte er als Bildungsreferent der von der Diktatur gleichgeschalteten Arbeiterkammer Wien.

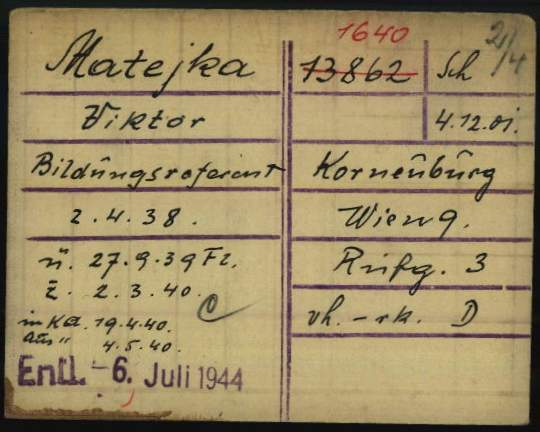
Registrierungskarte von Viktor Matejka als Gefangener im Konzentrationslager Dachau

Nach dem Anschluss Österreichs wurde Matejka im April 1938 vom nationalsozialistischen Regime mit dem so genannten Prominententransport ins KZ Dachau deportiert – gemeinsam mit Richard Schmitz, der ihn abgesetzt hatte. Bis 1944 war er in Dachau und in Flossenbürg inhaftiert. Dort erstellte Matejka aus Zeitungsausschnitten sogenannte Pickbücher, die sich heute im DÖW befinden.

### Politiker
1945 wurde Matejka von der KPÖ für den durch Parteienvereinbarung am 17./18. April 1945 gebildeten Stadtsenat Körner I als amtsführender Stadtrat für Kultur und Volksbildung nominiert.
Die am 25. November 1945 abgehaltene erste Gemeinderatswahl nach dem Krieg verlief für die KPÖ enttäuschend. Die SPÖ erreichte 58 Mandate, die KPÖ nur sechs. SPÖ, ÖVP und KPÖ hatten aber vor der Wahl vereinbart, die Zusammenarbeit der drei demokratischen Parteien fortzusetzen. Da die SPÖ auf einen Sitz verzichtete, konnte Matejka im bis 1949 amtierenden Stadtsenat Körner II Kulturstadtrat bleiben, nunmehr als einziger KPÖ-Stadtrat.
Als Kulturstadtrat lud Matejka die vom NS-Regime Vertriebenen ein, aus dem Exil nach Österreich zurückzukehren. Letztendlich erzielte diese Aktivität aber keinen nachhaltigen Erfolg. Matejka war der einzige österreichische Politiker, der diese Einladung aussprach. (Viele andere profitierten davon, dass das NS-Regime ihnen fähige Konkurrenten aus dem Weg geräumt hatte, und schwiegen daher.) Seine Kulturpolitik war weltoffen. Mit Bürgermeister Theodor Körner kam der lebendige und schöpferische Matejka im Allgemeinen gut aus.
1949 wurde die KPÖ nicht mehr in den SPÖ-ÖVP-Stadtsenat aufgenommen; Bürgermeister Körner dankte aber Viktor Matejka in seiner Antrittsrede Anfang Dezember 1949 für seine außerordentlichen Verdienste um die kulturelle Wiederbelebung Wiens unter höchst ungünstigen Bedingungen. Matejka blieb als KPÖ-Abgeordneter noch bis 1954 Mitglied des Gemeinderats.

### Publizist und Kunstsammler
Matejka, der sich stets höchst unorthodoxes und freimütiges Auftreten bewahrte, publizierte viel im (Österreichischen) Tagebuch, der kulturpolitischen Zeitschrift der KPÖ, deren Mitherausgeber er 1949 geworden war, und war prominenter Vielschreiber von Leserbriefen an Zeitungen und Zeitschriften. Im Februar 1957 wurde er als Mitherausgeber und verantwortlicher Redakteur der Zeitschrift abgelöst, blieb aber Mitglied des Redaktionskollegiums. Nach seiner Pensionierung im Dezember 1966, womit sein Angestelltenverhältnis mit der KPÖ zu Ende war, trennte er sich auch als Mitglied von der Partei.
Matejka war Kunstsammler, insbesondere zu den Themen Hähne und Selbstbildnisse. 1982 wurde in der Wiener Secession die Ausstellung Aus den Ansammlungen des Künstlerfreundes Viktor Matejka gezeigt.
Matejka war vom 23. Juni 1932 bis zum 5. Mai 1948 mit Gerda Matejka-Felden, Malerin und Begründerin der Künstlerischen Volkshochschule, verheiratet und blieb mit ihr auch nach der Ehescheidung in engem Kontakt. Er wurde am Wiener Zentralfriedhof in einem ehrenhalber gewidmeten Grab bestattet.

## Auszeichnungen und Anerkennungen
- 1977: Preis der Stadt Wien für Volksbildung
- 1991: Bürger der Stadt Wien
- 1998: Benennung der Viktor-Matejka-Stiege in Wien-Mariahilf. Matejka hat lang in der Theobaldgasse 15 im 6. Bezirk gewohnt.

## Werke
- Katholik und Kommunist. Stern-Verlag, Wien 1945.
- KPÖ im Niedergang. In: Die Republik. Staatspolitische Blätter des österreichischen Nationalinstituts, Heft 1, März 1970, S. 21–28.
- Aus den Ansammlungen des Künstlerfreundes Viktor Matejka. Porträts, Hähne, Montagen und andere Sachen, Ausstellungskatalog Wiener Secession 1982.
- Widerstand ist alles. Notizen eines Unorthodoxen. Löcker, Wien 1984, ISBN 3-85409-043-9.
- Anregung ist alles – Das Buch Nr. 2. Löcker, Wien 1991, ISBN 3-85409-075-7.
- Das Buch Nr. 3 (Peter Huemer Hrsg., Vorwort von Johannes Mario Simmel). Löcker, Wien 1993, ISBN 3-85409-222-9.

## Nachlass
Ein Teilnachlass Matejkas (rund 650 Briefe) befindet sich im Dokumentationsarchiv des österreichischen Widerstandes in Wien. Ein anderer Teil (39 Archivboxen, eine Großformatmappe) befindet sich in der Handschriftensammlung der Wienbibliothek im Rathaus.